# Balatonring
Balatonring kommer att bli en 4 650 kilometer lång racerbana i Sávoly, Ungern. Byggnationerna startades den 6 november 2008, men arbetet har gått långsamt på grund av finanskrisen. Om banan någonsin kommer färdigställas är okänt.

## Tävlingar
Den 20 september 2009 skulle banan hålla en tävling i MotoGP, men tävlingen ströks då banan inte han bli klar i tid, så blev även fallet 2010.